# La piste de l'Ancien Hippodrome
Ne doit pas être confondu avec Avenue de l'Hippodrome.
La piste de l'Ancien Hippodrome, communément appelée avenue de l’Hippodrome, est une avenue qui relie la drève de Lorraine à l'ancien hippodrome de Boitsfort (1875-1987) à travers la forêt de Soignes.